# Elisa Bartoli
Elisa Bartoli (Roma, Italia; 7 de mayo de 1991) es una futbolista italiana. Juega como defensa y su equipo actual es el AS Roma de la Serie A y forma parte de la selección de fútbol femenino de Italia.

## Trayectoria
Bartoli jugó en el GS Roma CF antes de unirse al ASD Torres Calcio en 2012. Firmó con el ASD Mozzanica en 2015 y se unió a la Fiorentina un año después. En 2018 fue nombrada capitana del recién formado AS Roma.

## Selección nacional
Fue convocada por primera vez para formar parte de la selección nacional que participó de la Eurocopa Femenina 2013.

## Clubes
| Club               | País   | Año       |
| ------------------ | ------ | --------- |
| GS Roma CF         | Italia | 2006-2012 |
| ASD Torres         | Italia | 2012-2015 |
| Atalanta Mozzanica | Italia | 2015-2016 |
| ACF Fiorentina     | Italia | 2016-2018 |
| AS Roma            | Italia | 2018-2024 |

## Palmarés
ASD Torres
- Serie A (1): 2012/2013.
- Supercopa Femenina de Italia (2):  2012/2013, 2013/2014.

ACF Fiorentina
- Serie A (1): 2016/2017.
- Copa Italia Femenina (2): 2016/2017, 2017/2018.

AS Roma
- Copa Italia Femenina (1): 2020/2021.

Italia
- Campeonato Europeo Femenino Sub-19 de la UEFA (1): 2008.

## Distinciones
Gran Galà del calcio AIC (1):
- Equipo del año: 2019